# سیدروز

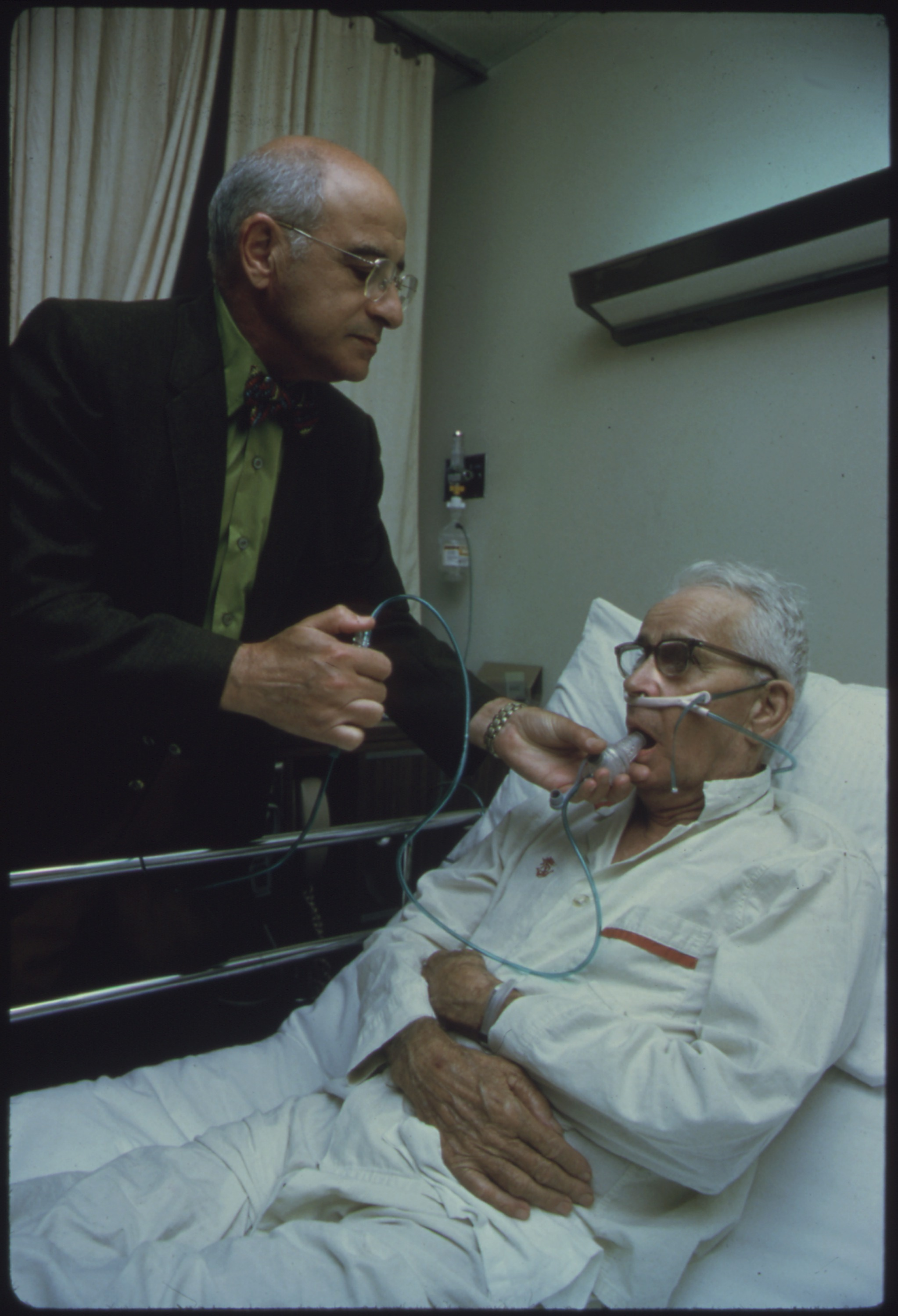
پزشک در حال معالجه بیمار مبتلا به ریه قرمز که در معادن آهن مبتلا شده است. (تصویر مربوط به نمایشگاه DOCUMERICA-1)

سیدروز به معنی افزایش بیش از اندازهٔ آهن در بدن است که با تجمع هموسیدرین در بافت‌ها شناسایی می‌شود.

## مسمومیت با آهن (سیدروز)
عوامل بروز سیدروز عبارتند از:
1. دریافت مقادیر زیادی آهن.
2. تخریب مکرر گلبول‌های قرمز خون در طی خون‌ریزی‌های شدید و سپس تزریق مکرر خون.
3. نارسایی در تنظیم جذب آهن در بدن (ژنتیکی)

مهم‌ترین نشانه‌های سیدروز عبارتند از: افزایش رنگ‌دانه‌های آبی‌رنگ در پوست، بروز سیروز کبدی، بروز دیابت، و اختلال در اعمال طبیعی میوکارد (عضلهٔ قلب).